# Varenboegsprietmot
De varenboegsprietmot (Monochroa cytisella) is een vlinder uit de familie tastermotten (Gelechiidae). De wetenschappelijke naam is voor het eerst geldig gepubliceerd in 1837 door Curtis.
De soort komt voor in Europa.